# Сухар (река)
Сухар (исп. Río Zújar) — река на юго-западе Испании, левый приток Гвадианы.
Длина реки составляет 214 км, площадь бассейна — 8508 км². Река берёт начало на северных склонах гор Сьерра-Морена и протекает в основном по холмисто-низкогорной местности. Зимой река полноводна, летом местами пересыхает. Средний расход воды составляет около 50 м³/с. Воды реки используются главным образом на орошение. В среднем течении находится водохранилище.